# Riker Lynch
Riker Anthony Lynch, född 8 november 1991 i Littleton i Colorado, är en amerikansk sångare, låtskrivare, musiker, skådespelare och dansare. Han är äldre bror till Austin och Ally-stjärnan Ross Lynch. Tillsammans med Ross, deras två andra syskon Rocky och Rydel och deras bästa vän Ellington Ratliff, har de ett band vid namn R5. Riker spelar basgitarr, gitarr och piano.
Riker Lynch har bland annat medverkat i tonårsserien Glee som Jeff Sterling.

## Filmografi (urval)
Film
- 2008 – Sunday School Musical
- 2010 – Suicide Dolls
- 2011 – Glee: The 3D Concert Movie
- 2012 – Lost Angeles
- 2018 – Colossal Youth
- 2018 – Voyeur

TV
- 2009 – So You Think You Can Dance
- 2010 – Zeke and Luther
- 2010–2013 – Glee (TV-serie)
- 2011 – Passport to Explore
- 2013 – Wedding Band
- 2015 – Dancing with the Stars

## Diskografi

### Med R5
Studioalbum
- 2013 – Louder
- 2015 – Sometime Last Night

EPs (på Billboard 200)
- 2013 – Loud (#69)
- 2014 – Heart Made Up on You (#36)

Hitsinglar
- 2013 – "Loud" (JPN #72, UK #199)
- 2015 – "Let's Not Be Alone Tonight" (US Pop #38)
- 2017 – "If" (US Dance #8)